# Las Fuentes de San Pedro
Las Fuentes de San Pedro,
es una localidad de la provincia de Soria, Comunidad Autónoma de Castilla y León, España. Pueblo de la comarca de  Tierras Altas que pertenece al municipio de San Pedro Manrique.

## Geografía
Ubicada al Norte de la provincia de Soria, 42°2′3″ N y 2°18′20″ O, a 1248 metros de altitud. Las cimas más próximas son la de la sierra del Hayedo (1721 m) y el monte El Cayo (1678 m). En Las Fuentes de San Pedro nace el arroyo del Valle, que se une en Palacio de San Pedro con el río Ventosa, afluente del río Linares que termina en el río Alhama, afluente del Ebro.
Se caracteriza por la dureza del clima, tierra de cereal y cerros de pasto, con un único arbolado de chopos junto al cauce del río.

## Comunicaciones
Situado a 42 km de Soria, desde donde se accede por la carretera N-111 hasta Garray, siguiendo por la SO-615 dirección Calahorra. Tras pasar el Puerto de Oncala, a la altura de Huérteles se toma la SO-643 dirección San Pedro Manrique, encontrándose en el kilómetro 3 la desviación para acceder a la localidad.
Cerca de la localidad pasa el GR-86 y el cordel que procedente del Hayedo de Enciso da acceso a la Cañada Real Soriana Oriental.  

## Historia
Entre el siglo XII y el siglo XIX perteneció al sexmo de Huérteles, que a su vez formaba parte de la Comunidad de villa y tierra de San Pedro Manrique.  
Esta zona de Tierras Altas perteneció a los Manrique de Lara, Duques de Nájera, previsiblemente hasta la desaparición de los señoríos con las Cortes de Cádiz; en ese momento o previamente, según tradición oral, los campesinos habrían pasado a asentarse como propietarios de pequeñas explotaciones minifundistas, mientras que la familia Manrique se habría centrado en sus posesiones más productivas en Ciudad Real (Posiblemente Villamanrique).   
En el censo de 1842 figuraba como municipio independiente, pero en el de 1857 ya estaba incorporado al municipio de Taniñe, que a su vez, en el censo de 1970 estaba incluido en el municipio de San Pedro Manrique. 
Para la administración eclesiástica, la localidad pertenecía a la diócesis de Calahorra hasta el año 1959, y desde entonces a la diócesis de Osma la cual, a su vez, pertenece a la archidiócesis de Burgos. Perteneció al partido judicial de Ágreda para la administración de Justicia hasta 1983, y desde entonces al de Soria.
Se hizo la escuela en 1.926 (los niños y niñas iban hasta entonces a la escuela de Palacio de San Pedro, a 2.5 km), y estuvo funcionando hasta el curso 1973-74. La electricidad llegó en 1932, por iniciativa privada de León Pérez y Pérez vecino de Las Fuentes, propietario del Molino de las Cuerdas en el río Ventosa, término de Montaves. El tendido eléctrico oficial llegó desde Matasejún en 1959.
Hacia 1960 contaba con iglesia, escuela, casa del maestro, casa concejo, tienda cantina de apertura esporádica, dos hornos de pan, una fragua y un lavadero, este último donado en 1956 por Benito León Galán, nacido en esta localidad y propietario de Galán Camisería, en Sevilla. 
Estuvo a punto de ser vendido al Patrimonio Forestal del Estado a finales de 1960; ello no evitó el que quedase prácticamente deshabitado pocos años después, a mediados de la década de 1970. En 1975 se inició el proceso de concentración parcelaria. Cuando se estableció el sistema de agua y alcantarillado a finales del siglo XX, contaba con 3 personas empadronadas.

## Población
En el censo de la Corona de Castilla de 1591, contaba con 14 vecinos (12 pecheros, 2 hidalgos y ningún clérigo), lo que supone unos 60 habitantes. En el catastro del marqués de Ensenada de 1752, contaba con 27 vecinos, todos labradores. En el censo de 1842 había 23 vecinos, con 90 habitantes. 
Entre 1960 y 1975 quedó prácticamente deshabitado. Desde entonces ha tenido entre 3 y 5 personas empadronadas. La emigración tuvo como principal destina La Rioja y Navarra, y destinos puntuales a Bilbao, Barcelona y Sevilla.

## Economía
Su dedicación principal durante siglos fue la trashumancia, a través de la Cañada Soriana Oriental. Su modo y condiciones de vida experimentaron pocos cambios hasta mediados del siglo XX. En el censo ganadero de la Corona de Castilla de 1752, contaba con:
- Ganadería mayor: caballar 37, mular 5 y asnal 27.
- Ganadería menor: ovino 6531, caprino 155 y porcino 26.

Tras la desaparición de los señoríos, su economía de subsistencia compaginaba agricultura y ganadería. A principio de la década de 1960, contaba con unas 1.700 ovejas. El nivel de minifundios era tal, que la concentración parcelaria finalizada en 1983, afectó a una superficie de 378 hectáreas, aportadas por 93 propietarios, en 3629 parcelas, atribuyéndose 161 fincas de reemplazo.
En la actualidad la ganadería ha desaparecido, y la tierra está dedicada al cultivo de cereal.

## Personalidades
Isaac Galán. Fundador de Galán Camisería. Sevilla.
José García León. Sacerdote obrero ("el cura de Trainsa").